# 回文素数
回文素数（かいぶんそすう、英: palindromic prime）とは、位取り記数法(N進法)による表記が（通常は十進法で）回文数になっている素数のことである。エマープを回文素数に含める場合もあるが、以下では含めないものとする。

## 十進
回文素数を小さい順に列記すると、
2, 3, 5, 7, 11, 101, 131, 151, 181, 191, 313, 353, 373, 383, 727, 757, 787, 797, 919, 929, …（オンライン整数列大辞典の数列 A2385）
となる。
桁数が偶数の回文素数は 11 のみである。これは、桁数が偶数の回文数は 11 の倍数となるからである。素数になるレピュニットは回文素数である。
回文素数が無数に存在するかどうかは分かっていない。2021年8月時点で知られている最大の回文素数は 10490000 + 3 · (107383 - 1)/9 · 10241309 + 1である。

## 二進
十進法以外では、例えば二進法での回文素数を小さい順に列記すると（後ろの括弧内の数字は十進法に直したもの）、
11 (3), 101 (5), 111 (7), 10001 (17), 11111(31), 1001001 (73), 1101011 (107), 1111111 (127), 100000001 (257), 100111001 (313), 110111011 (443), … (1193, 1453, 1571, 1619, 1787, 1831, 1879, 4889, 5113, 5189, 5557, 5869, 5981, 6211, 6827, 7607, 7759, 7919, 8191, 17377, 18097, 18289, 19433, 19609, 19801, 21157, 22541, 22669, 22861, 23581), 101110111011101 (24029)
となる。
フェルマー素数やメルセンヌ素数はすべて二進法における回文素数となる。十進法の時と同様、偶数桁の回文素数は11のみである。